# Gonomyia haploides
Gonomyia haploides är en tvåvingeart som beskrevs av Alexander 1938. Gonomyia haploides ingår i släktet Gonomyia och familjen småharkrankar. Inga underarter finns listade i Catalogue of Life.